# Sakura Komachi
Singles de PASSPO☆
WING
(3 octobre 2012)
Sakura Komachi (サクラ小町, sakura komachi) est le 7e single "major" et 11e single au total du groupe de rock japonais PASSPO☆.

## Présentation
Le single est sorti le 13 février 2013 au Japon sous le label Universal J, et atteint la 6e place du classement des ventes de l'oricon, restant classé sept semaines. 
Il sort dans trois éditions, chacune avec une pochette illustrée différemment. 
L'édition normale dite "disque classe économique" (エコノミークラス盤, economy class ban) comporte seulement un CD. Les deux éditions limitées "disque classe business" (ビジネスクラス盤, business class ban) et "disque première classe" (ファーストクラス盤, first class ban) sont accompagnées d'un DVD supplémentaire. En outre les éditions limitées issues du premier pressage contiennent un billet qui permet de participer à une rencontre (event) de "serrage de mains" (握手会, akushukai) avec une membre du groupe.

## Membres
- Ai Negishi
- Yukimi Fujimoto
- Makoto Okunaka
- Natsumi Iwamura
- Mio Masui
- Shiori Mori
- Sako Makita
- Naomi Anzai
- Anna Tamai

## Titres
CD (toutes éditions)
1. Sakura Komachi  (サクラ小町?)
2. No.1 Boy
3. Sakura Komachi (instrumental)  (サクラ小町(instrumental)?)
4. No.1 Boy (instrumental)

DVD de l'édition First Class
1. Sakura Komachi (Music Video)  (サクラ小町（Music Video）?) (clip vidéo)

DVD de l'édition Business Class
1. Sakura Komachi (Dance Shot Ver.)  (サクラ小町（Dance Shot Ver.）?) (clip vidéo alternatif)